# Henry Littlewort
Henry Charles Littlewort (Ipswich, 7 de julho de 1882 - 21 de novembro de 1934) foi um futebolista inglês que competiu nos Jogos Olímpicos de 1912, sendo campeão olímpico.
Henry Littlewort pela Seleção Britânica de Futebol conquistou a medalha de ouro em 1912. .